# Centrum akcji
Centrum akcji (ang. Action Center, skrót CE) – aplikacja stanowiąca komponent najnowszych systemów Windows (Windows Phone 8.1, systemu Windows 10 i systemu Windows 10 Mobile). Zbiera informacje o wydarzeniach związanych z systemem (np. instalacja oprogramowania, błąd aplikacji) i pokazuje je w formie listy. Wprowadzona w systemie Windows Phone 8.1 w lipcu 2014 roku, stanowiła komponent Windows, gdzie została umieszczona 29 lipca 2015 roku.

## Działanie, wygląd i możliwości
Standardowy widok Centrum akcji daje dostęp do czterech podstawowych ustawień, jednak w systemie Windows 10 użytkownicy mogą rozwinąć listę wybierając bardziej szczegółowy widok. Powiadomienia są segregowane w kategorie, zależnie od aplikacji lub sytuacji, której dotyczą. By usunąć powiadomienia, należy kliknąć czarny krzyżyk. W systemach mobilnych wystarczy przesunąć palcem w prawo. W systemie Windows Phone 8.1 można użyć tej aplikacji, by zmienić podstawowe ustawienia – m.in. włączyć Bluetooth i "Tryb samolotowy". W wersji komputerowej systemu Windows, użytkownik może uzyskać dostęp do CE klikając w jego ikonkę w prawym dolnym rogu ekranu, na pasku zadań. Na konferencji Microsoft Build 2016 ogłoszono, że Cortana będzie w stanie pokazywać powiadomienia z dowolnego urządzenia z systemem Windows.